# جو وايت (لاعب كرة قدم)
جو وايت (بالإنجليزية: Joe White)‏ هو لاعب كرة قدم بريطاني في مركز الدفاع، ولد في 18 يناير 2002 في ليفربول في المملكة المتحدة. لعب مع بولتون واندررز.